# Guido Tonelli
Guido Tonelli (* 8. November 1950 in Casola in Lunigiana) ist ein italienischer experimenteller Teilchenphysiker, der in leitender Funktion mit der CMS-Kollaboration 2012 an der Entdeckung des Higgs-Bosons beteiligt war, und Autor populärwissenschaftlicher Sachbücher.

## Leben

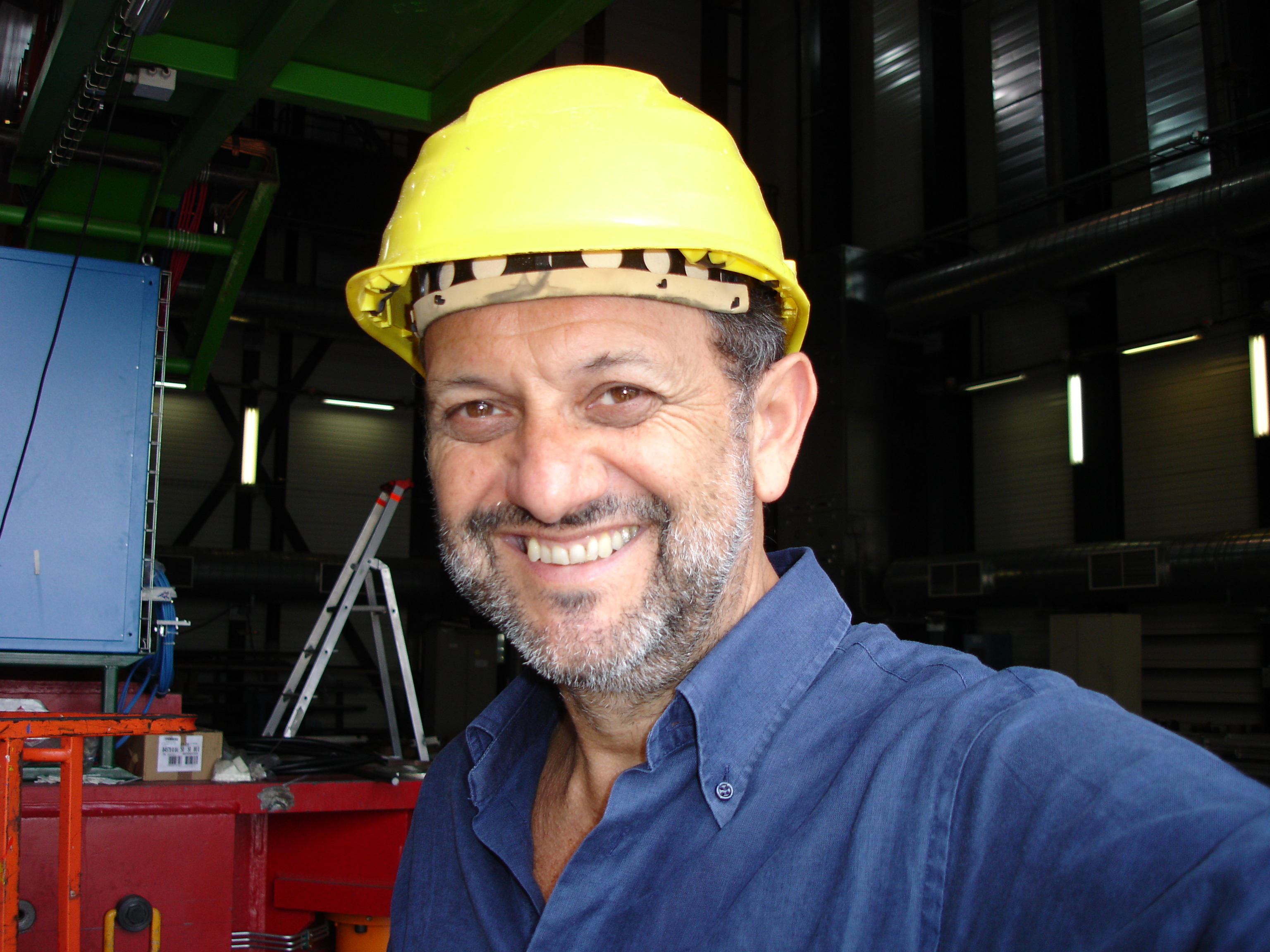
Guido Tonelli

Nach dem Diplom-Abschluss (Laurea) in Physik 1975 an der Universität Pisa arbeitete Tonelli danach an Teilchenphysik-Experimenten am CERN, unter anderem NA1, NA 7 und ALEPH sowie 1981 bis 1987 am CDF des Fermilab. Er forschte dort unter anderem nach neuen supersymmetrischen Teilchen und dem Higgs-Boson und unternahm Präzisionsmessungen zum Standardmodell und der Lebensdauer von Mesonen mit Charm. Seit Anfang der 1990er Jahre ist er an der Entwicklung des CMS Experiments des Large Hadron Collider des CERN beteiligt. 2010 bis 2011 war er dessen Sprecher, nachdem er schon seit 2007 stellvertretender Sprecher war.
2012 war er einer der Preisträger des Special Fundamental Physics Prize für die wahrscheinliche Entdeckung des Higgs-Bosons mit der CMS-Kollaboration im selben Jahr. Ebenfalls 2012 wurde er Commendatore des Verdienstordens der italienischen Republik.

## Publikationen
- Genesis. Die Geschichte des Universums in sieben Tagen. Aus dem Italienischen von Enrico Heinemann. C.H.Beck, München 2020, ISBN 978-3-406-74972-8.
- Chronos. Eine physikalische Reise zu den Ursprüngen der Zeit. Aus dem Italienischen von Enrico Heinemann. C.H.Beck, München 2022, ISBN 978-3-406-79184-0.
- Die Illusion der Materie. Was die moderne Physik über unsere Welt verrät. Aus dem Italienischen von Enrico Heinemann. C.H.Beck, München 2024, ISBN 978-3-406-82198-1.
- L'eleganza del vuoto. Di cosa è fatto l'universo [Eleganz des Vakuums. Wovon besteht die Welt]. Milan, Feltrinelli 2025. ISBN 9788807174865